# Condado de Pallares
El condado de Pallares es un título nobiliario español creado por el rey Fernando VII por Real decreto de 10 de febrero de 1816, y el subsiguiente Real despacho de 26 de julio del mismo año, con el Vizcondado previo de Pallares, a favor de don Manuel José Jacobo de Pallares y Correa, Señor de la Casa-Torre de Outeiro, regidor perpetuo de Lugo, diputado a cortes del Reino de Galicia (1793) y caballero pensionado de la Orden de Carlos III (1795).

## Antecedentes
El antiguo condado de Pallares abarcaba los actuales municipios de Guntín, Portomarín, Taboada, Chantada y Carballedo, todos ellos situados en la provincia de Lugo. Las primeras referencias escritas sobre esta entidad territorial y jurisdiccional, el llamado condado Pallarensis, uno de los once en que estaba organizada la diócesis de Lugo, se remontan a tiempos del Concilio Lucense del 569.
Manuel José Pallares y Correa era hijo de Nicolás Francisco Pallares y Somoza, señor de Goián, Frades y Calleiros y Regidor Perpetuo de Lugo, y de su esposa María Ignacia Correa y Somoza (1722-1793), señora del citado pazo de Ferreiroá, que heredó de su madre, Beatriz Somoza, siendo su padre Manuel Correa y Sotomayor, señor de la Casa de Tellado. Por parte paterna, el I Conde de Pallares era nieto de Froilán Pallares Somoza (1685-1762), señor de la Casa de Veiga, en S. Tomé de Castelo (Sarria), asimismo Regidor Perpetuo de Lugo, y de su segunda esposa esposa María Josefa Gayoso Sanjurjo y Ulloa, hija de Juan López Gayoso, señor de la Casa de Fonteboa, en Soñar, y de Ana Gregoria Sanjurjo y Zapata, señora de la Casa de Mosteiro, en Santa Magdalena de Coeses, todos estos lugares de Ribas de Miño. 
Según, cuenta la leyenda, en tiempos del rey Alfonso II el Casto (c.760-842) el conde realizó una hazaña que salvó la ciudad de Lugo, sitiada por los moros que trataban de rendirla por hambre. El conde aprovechó la oscuridad de la noche para salir de la ciudad y recoger un manojo de espigas que en ese momento estaban en sazón. Por la mañana y ante la presencia del rey moro el conde arrojó ante sus pies las espigas recogidas. El rey moro, creyendo que los de la ciudad habían recibido refuerzos, desistió en su empeño. Por eso en el escudo de los Pallares aparece un brazo armado con un haz de espigas.

## Condes de Pallares
|                                  | Titular                                                   | Periodo                   |                           |
| Creación por Fernando VII        | Creación por Fernando VII                                 | Creación por Fernando VII | Creación por Fernando VII |
| -------------------------------- | --------------------------------------------------------- | ------------------------- | ------------------------- |
| I                                | Manuel José Jacobo de Pallares y Correa                   | 1818-1832                 |                           |
| II                               | Manuel María de Taboada Pallarés                          | 1843-1855                 |                           |
| III                              | Manuel María Vázquez de Parga Somoza y Pallarés           | 1857-1908                 |                           |
| IV                               | Ramón María Vázques de Parga y de la Riva                 | 1909-1936                 |                           |
| Rehabilitación por Juan Carlos I |                                                           |                           |                           |
| V                                | Luis María Manuel Félix Ramón Vázquez de Parga e Iglesias | 1993-1994                 |                           |
| Rehabilitación por Juan Carlos I |                                                           |                           |                           |
| VI                               | Luis Vázquez de Parga y Gutiérrez del Arroyo              | 2004-actualidad           |                           |

## Historia de los Condes de Pallares
- Manuel José Jacobo Francisco Nicolás Pallares y Correa (Tuiriz, Lugo, 11 de mayo de 1762[4]– Lugo, Galicia, 30 de noviembre de 1832), hijo de Nicolás Francisco Pallares Somoza y Gayoso, y María Ignacia Correa y Somoza, I conde de Pallares.

Casó, el 13 de agosto de 1789, con Nicolasa Varela y Suárez.
Al fallecer el I conde de Pallares, sin descendencia, la inmediata sucesora lo era su hermana María Lorenza Manuela Josefa Pallares y Correa (Santa Eulalia de Tuiriz, Lugo, b.10 de agosto de 1756– San Julián de Eire, Lugo, 5 de mayo de 1843), casada el día 8 de julio de 1778, con José María Taboada Santiso, quien heredó todos sus vínculos y mayorazgo así como toda la herencia libre, la casa de Lugo, las casas de Ferreiroá sitas en la parroquia de San Julián de Eire, la del Tellado en Santa Eulalia de Tuiriz, la de Saián y la de la Veiga, en la parroquia de Santo Tome de Castelo, jurisdicción de Somoza mayor de Lemos. 
No obtuvo carta sucesoria de esta dignidad condal. Sucediendo su hijo, sobrino del I conde de Pallares.
- Manuel María del Carmen Bernardo Benito Francisco Javier Ramón Pedro Antonio Taboada y Pallares[6] (Taboada, Galicia, 16 de abril de 1779 – Santa Mariña de Ribeira, Galicia, 19 de julio de 1855), II conde de Pallares.

Casó con Luisa Fontán Lomba, sin descendencia, le sucedió:
- Manuel María Antonio Francisco Vicente Ramón Vázquez de Parga Somoza y Pallares[7] (b.13 de junio de 1828[3]– 12 de noviembre de 1908), hijo Antonio Vázquez de Parga y Baamonde y Manuela de Somoza y Pallares,[5] III conde de Pallares, por muerte sin sucesión del II conde Manuel Taboada y Pallares, de quien es pariente por línea femenina, como descendientes ambos de un bisabuelo común, don Froilán Pallares.

Este casó, el 20 de abril de 1851, con María de la Paz de la Riva y Estévez. le sucedió su hijo:
- Ramón María Manuel Antonio Ceferino Nicolás Vázquez de Parga y de la Riva[5] (Lugo, España, b.26 de agosto de 1862[3]– Madrid, España, 11 de julio de 1936), IV conde de Pallares.

Título rehabilitado en 1994 por el rey Juan Carlos I
- Luis María Manuel Félix Ramón Vázquez de Parga e Iglesias[8][9] (Madrid, 21 de febrero de 1908 – Madrid, 26 de octubre de 1994), hijo de Luis Vázquez de Parga y de la Riva y de María Iglesias Fariña, V conde de Pallares.

Casó con Consuelo Gutiérrez del Arroyo González. Sucedió su hijo:
Título rehabilitado (2ª. vez) en 2004 por el rey Juan Carlos I
- Luis Vázquez de Parga y Gutiérrez del Arroyo,[10][11] VI conde de Pallares.

Casó, en La Coruña, con Carmen de Juan.